# Ferro Carril Fútbol Club
Ferro Carril Fútbol Club es una institución deportiva uruguaya ubicada en la ciudad de Salto, al noroeste del país, sobre la orilla este del Río Uruguay.
Es la institución deportiva salteña más laureada y reconocida a nivel nacional e internacional.

## Historia
Su fundación se remonta al 1 de diciembre de 1912. Desde sus inicios los colores que han identificado al club son el blanco y el negro.
En 1978 se construye su estadio, el estadio Luis T. Merazzi, donde auspicia de local en el campeonato de la Liga Salteña así como por las primeras fases de la Copa Nacional de Clubes. Cuando debe hacerlo por la Liguilla Salteña o en instancias avanzadas de la Copa Nacional de Clubes lo hace en el Estadio Ernesto Dickinson, perteneciente a la liga.
Ferro Carril ha sido campeón salteño 4
veces en fútbol, siendo el equipo con más cantidad de títulos del departamento, con amplio margen sobre el más inmediato perseguidor.  Asimismo, es el equipo salteño con mayor número de Copa El País (Campeonato de Clubes Campeones del Interior) ganadas, la primera en 2009 contra el Atlético Fernandino (Maldonado) y la segunda en el 2011 contra Lavalleja (Rocha). Recientemente obtuvo dos Copas de Clubes de la Divisional B de OFI (2019 y 2022).
Su palmarés no solo se limita al fútbol, sino que es muy rico en diversas disciplinas deportivas, como en básquetbol, que también lidera en Salto con 28 títulos salteños y es el actual tetra-campeón (2019, 2021, 2022 y 2023).
En el sitio web oficial del club (FerroCarrilFC.com) se encuentra información relativa a su fundación, sede social, comisión directiva, notas de partidos, posiciones, así como una versión adaptada a dispositivos móviles.

## Básquetbol
En esta disciplina también Ferro Carril es el líder salteño con 28 campeonatos, seguido de Universitario con 16, Círculo Sportivo con 15, Salto Uruguay 14, Nacional 6, Chaná 3, Atlético Juventus 3, AEOLL 2, Rodó 1 y Dryco 1.
Los títulos fueron logrados en los años:
1938, 1939, 1940, 1941, 1942, 1943, 1945, 1946, 1948, 1956, 1957, 1958, 1959, 1960, 1961, 1962, 1963, 1988, 1989, 1990, 1992, 1996, 2001, 2012, 2019, 2021, 2022 y 2023.
Cabe mencionar que entre 1956 y 1963 Ferro Carril se consagró campeón por 8 años consecutivos, logro exclusivo de la máquina de la zona este.
En cuanto a títulos fuera del departamento, cabe mencionar que se coronó bicampeón del Litoral de Clubes Campeones en los años 1996 y 1997.

## Hinchada
La barra de Ferro Carril se autodenomina La Banda De La Esquina (LBDLE) debido a que la sede está ubicada en una intersección de calles.

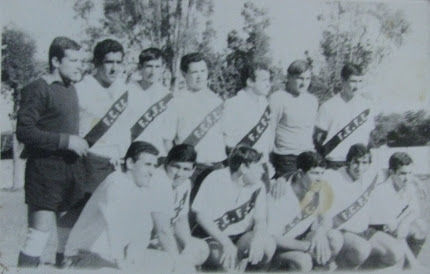
Equipo F.C.F.C.con su portero Ramón Rivas

## Palmarés

### Torneos locales
- Liga Salteña de Football (4): 1914, 1915, 1919, 1920.